# سانت جون (جزر العذراء الأمريكية)
سانت جون (بالإنجليزية: Saint John, U.S. Virgin Islands)‏ هي جزيرة تقع في الولايات المتحدة في جزر العذراء الأمريكية. يقدر عدد سكانها بـ 4,170 نسمة
مساحة سانت جون 50 كم 2 وهي أصغر الجزر العذراء الأمريكية الرئيسية الثلاثة، وتقع على بعد حوالي 6.5 كم شرق سانت توماس، موقع عاصمة. شارلوت أمالي كما تقع على بعد 7 كم جنوب غرب تورتولا، وهي جزء من جزر العذراء البريطانية. أكبر مستوطنة لها هي خليج كروز. لقب سانت جون هو مدينة الحب.
منذ عام 1956، ما يقرب من 60 ٪ من الجزيرة محمية كمنتزه حديقة جزر فيرجن الوطنية أي حوالي 30 كم مربع، تديرها خدمة المتنزهات الوطنية بالولايات المتحدة. يقوم الاقتصاد في الغالب على السياحة والتجارة ذات الصلة.
.

## معرض صور

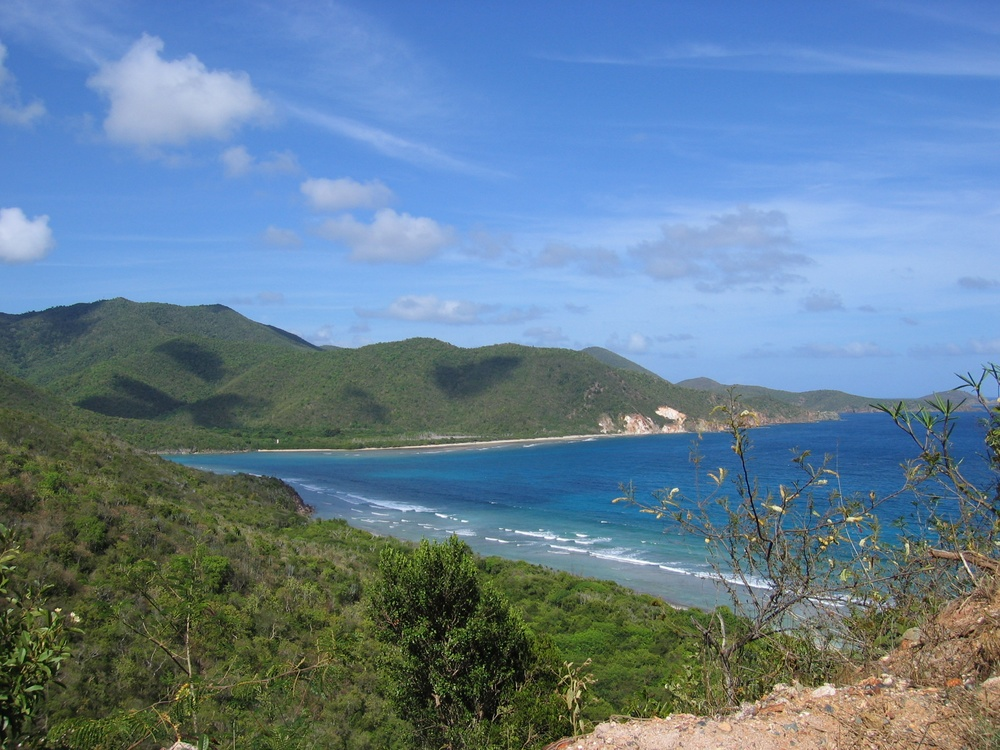
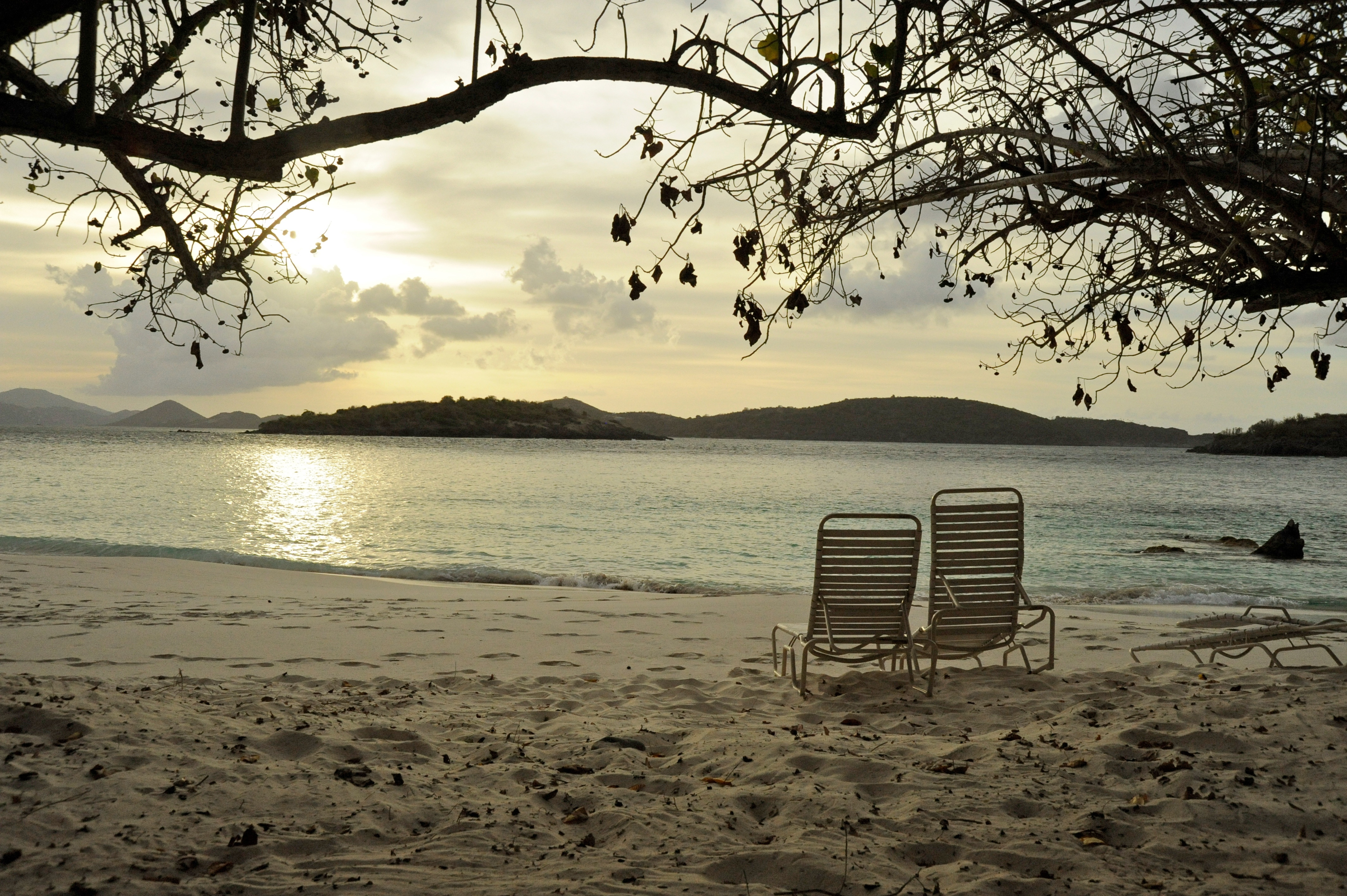
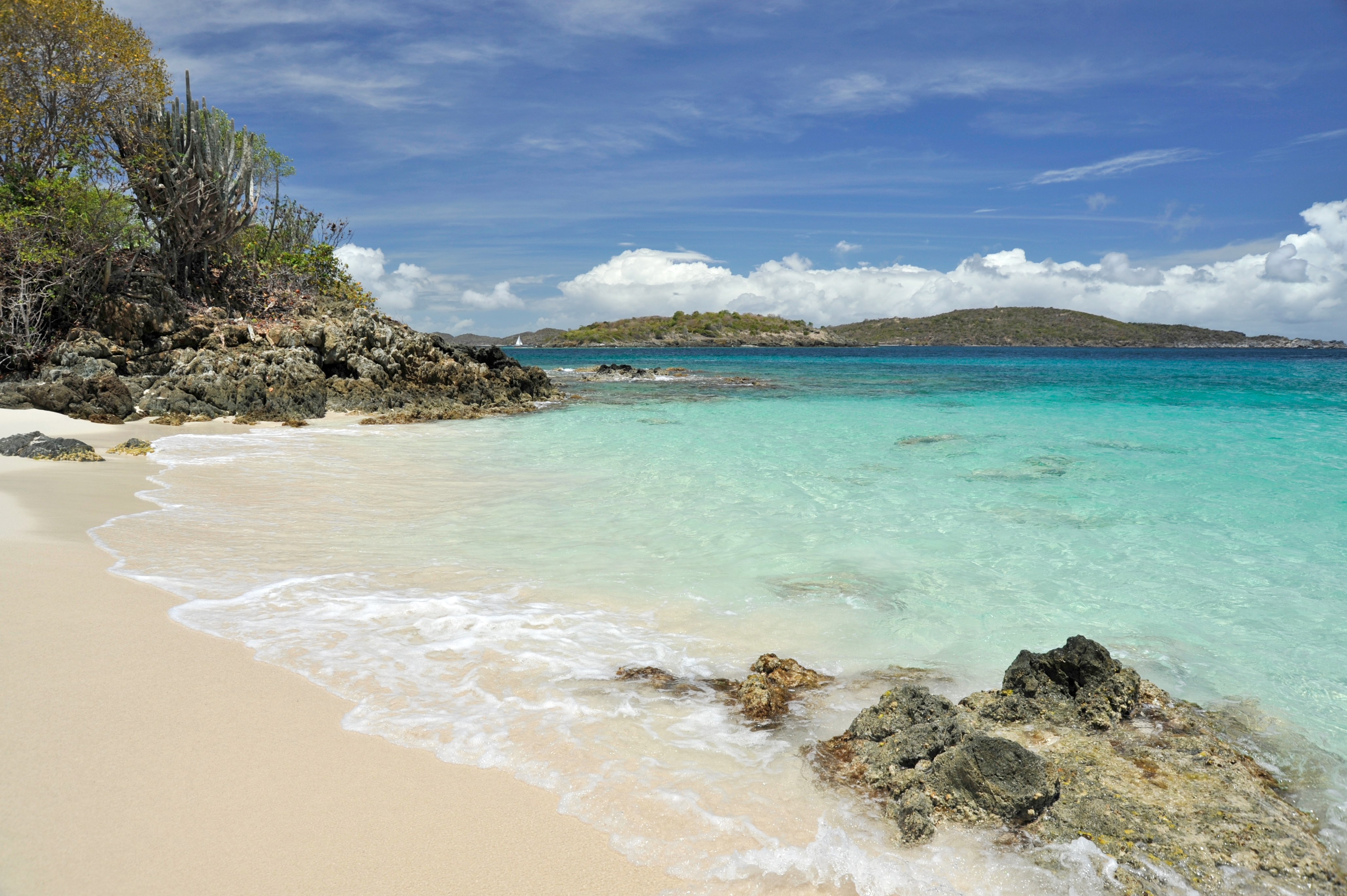